# Eilema jacobsi
Eilema jacobsi är en fjärilsart som beskrevs av George Francis Hampson 1914. Eilema jacobsi ingår i släktet Eilema och familjen björnspinnare. Inga underarter finns listade i Catalogue of Life.